# فيليكس بينيرو
فيليكس بينيرو (مواليد 23 ديسمبر 1945) هو مبارز بالسيف فنزويلي، مثّل بلاده في الألعاب الأولمبية الصيفية 1968.

## روابط خارجية
فيليكس بينيرو على موقع أوليمبيديا (الإنجليزية)